# نورث اورمزبی
نورث اورمزبی (به انگلیسی: North Ormsby) یک روستا و محله مدنی در بریتانیا است که در لیندسی شرقی واقع شده‌است. نورث اورمزبی ۱۳۴ نفر جمعیت دارد.